# تادوساك (كيبك)
تادوساك (بالإنجليزية: Tadoussac)‏ هي بلدة وlocal municipality of Quebec تقع في كندا في La Haute-Côte-Nord Regional County Municipality. يقدر عدد سكانها بـ 813 نسمة ومساحتها 194.10 كم2 .

## معرض صور

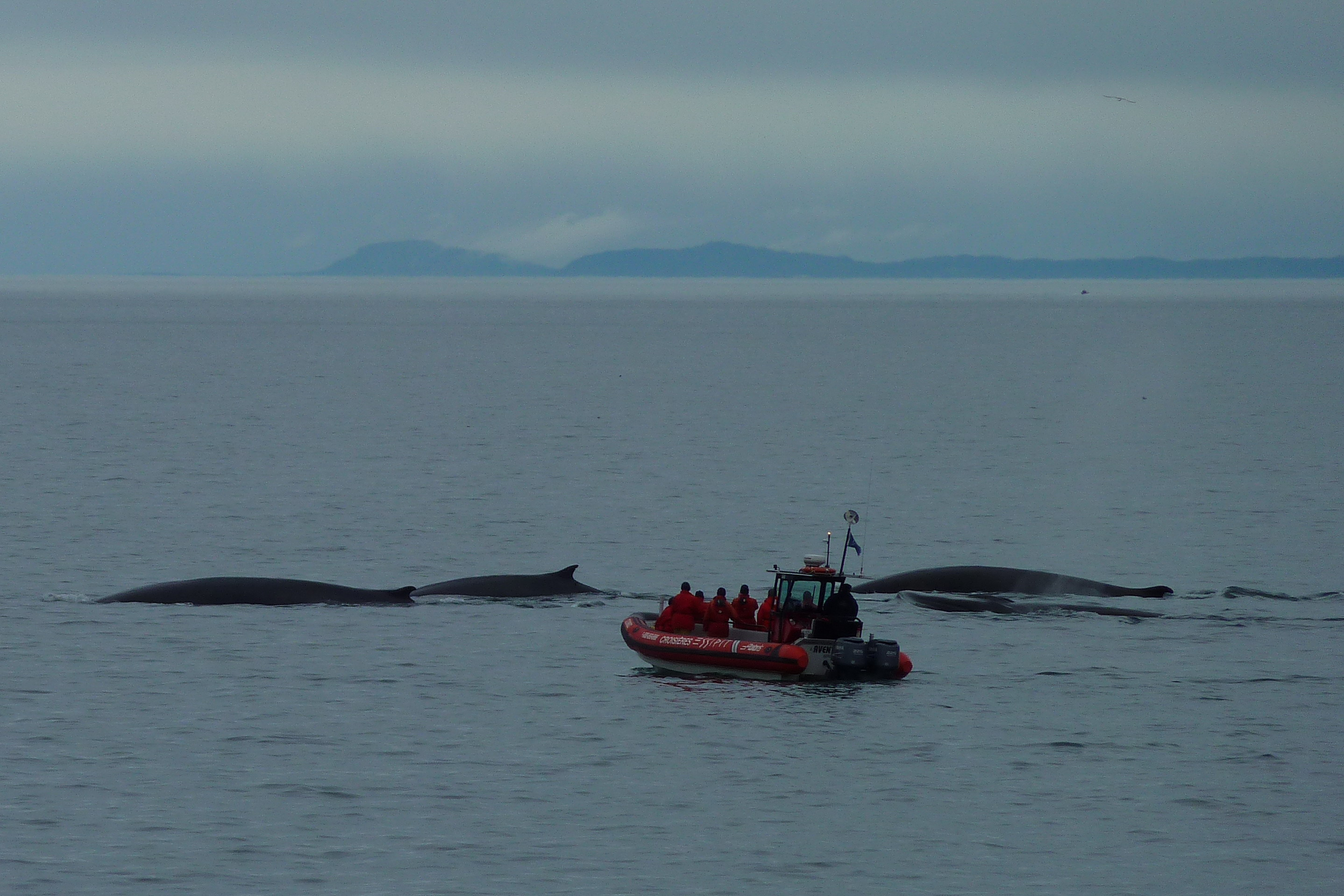
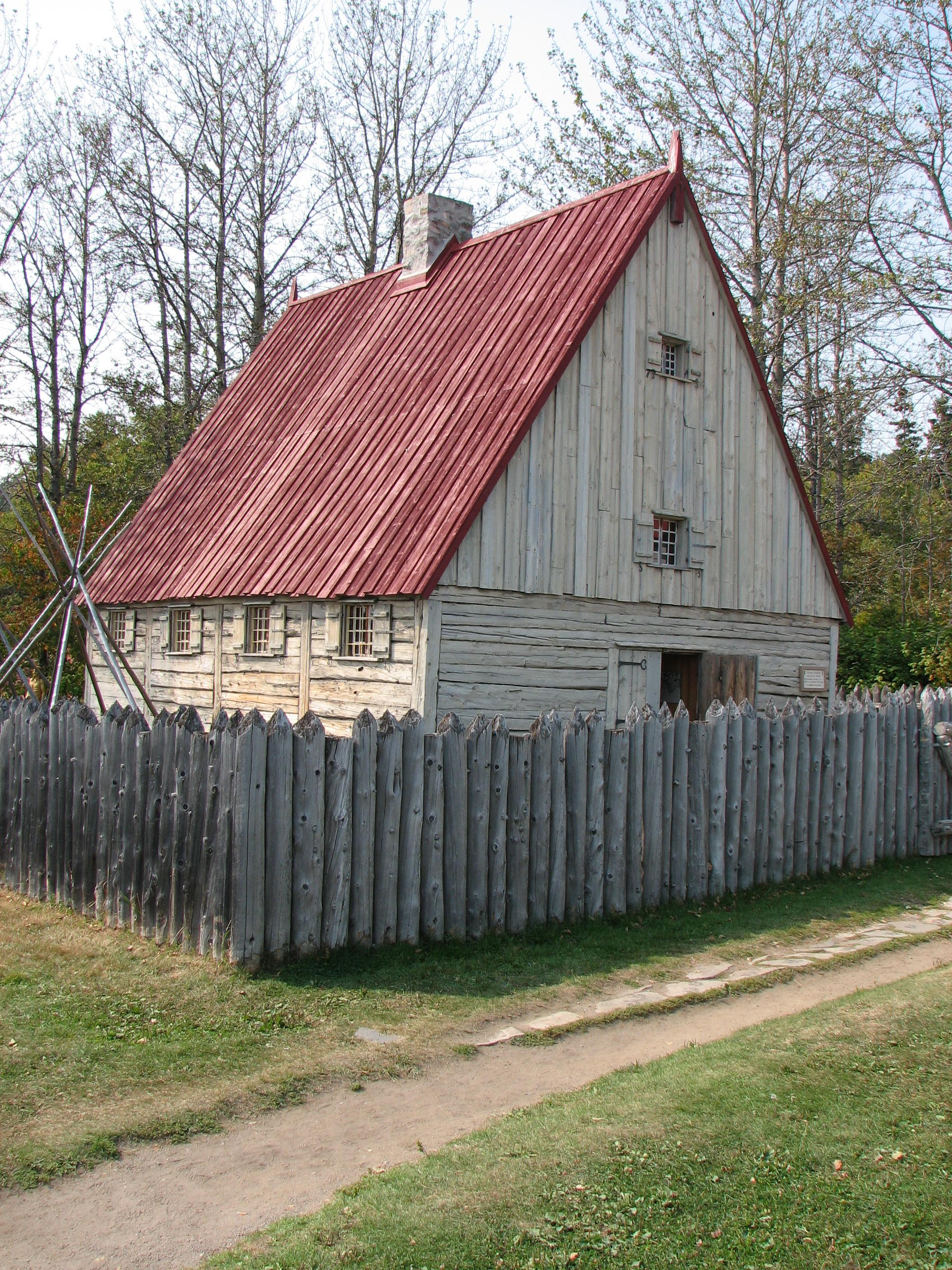
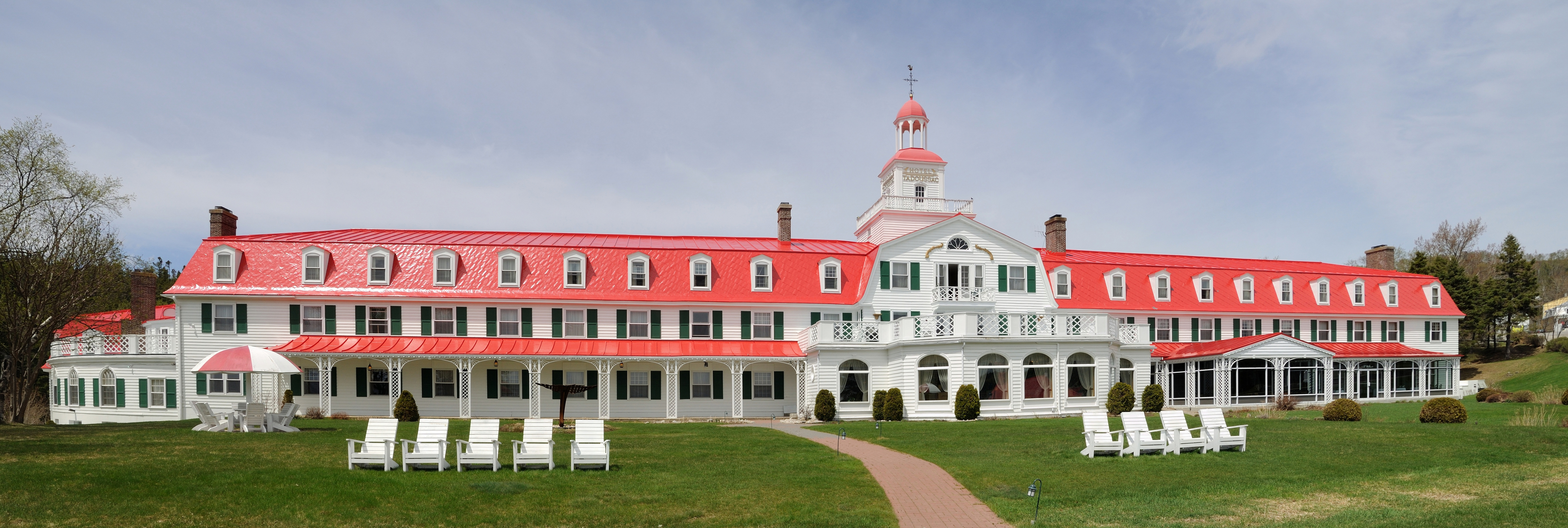

## أعلام
- تشارلز لابوينت